# Zach de Beer

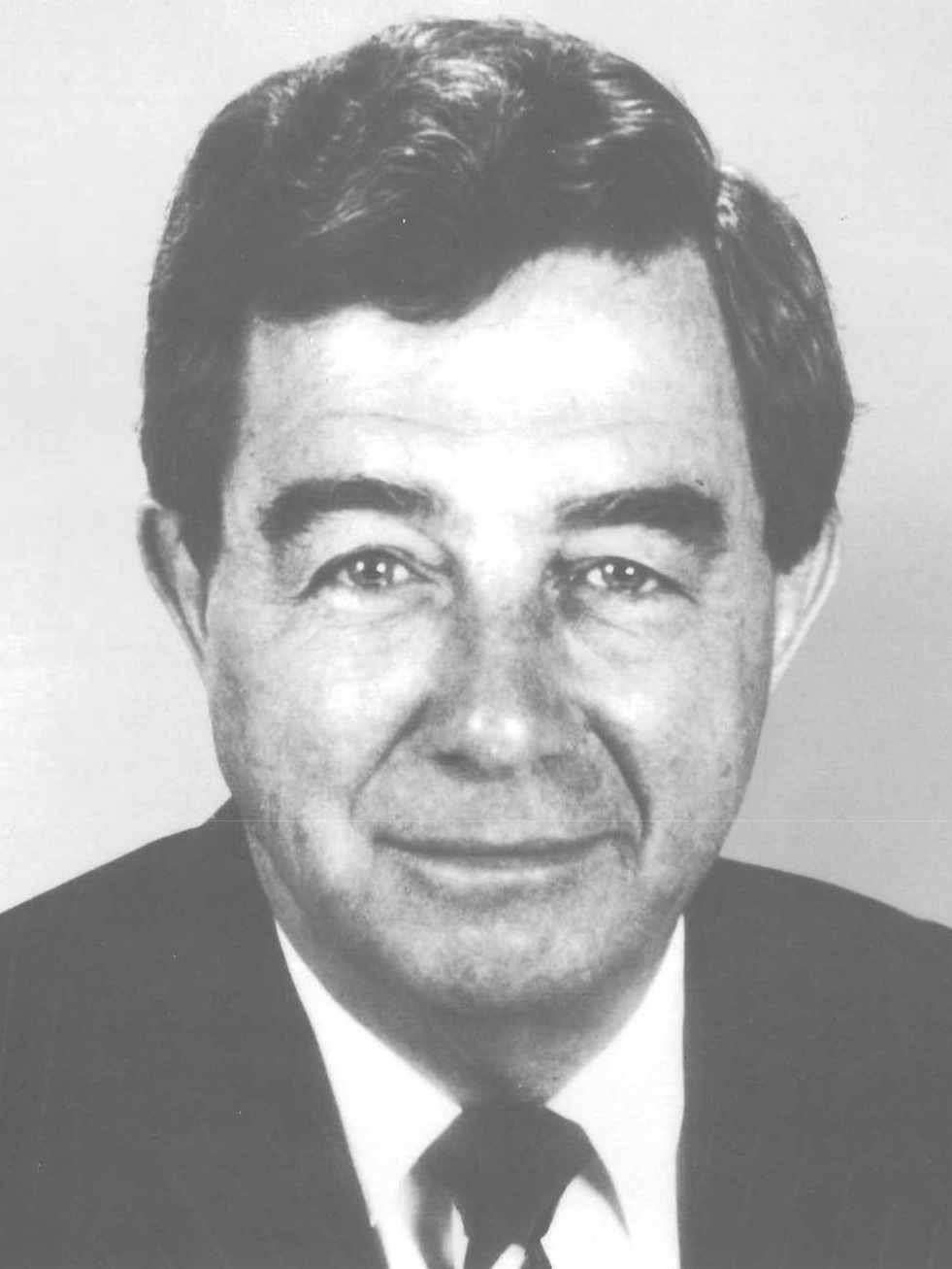
Zach de Beer (1994)

Zacharias Johannes „Zach“ de Beer (* 11. Oktober 1928 in Woodstock, Kapstadt; † 27. Mai 1999 ebenda) gelegentlich auch Zac de Beer, war ein südafrikanischer Politiker, Arzt und Geschäftsmann.

## Leben
Zach de Beers Eltern hatten schottische und niederländische Wurzeln. Sie waren Jean Isobel (geb. McCrae) und Zacharias (Ray) Johannes de Beer, ein Arzt.
Er besuchte das Bishop’s Diocesan College (1936–1945), eine Jungenschule im Kapstädter Stadtteil Rondebosch, studierte Medizin und erwarb 1951 einen MB ChB-Abschluss an der Universität Kapstadt. 1952 absolvierte er ein Praktikum am Groote Schuur Hospital in Kapstadt. Bei den Parlamentswahlen 1953 wurde er als jüngster Abgeordneter für die oppositionelle United Party in die Nationalversammlung gewählt. Bei den Wahlen 1958 blieb ihm sein Parlamentssitz erhalten. 1959 spaltete sich der liberale Flügel der Partei ab, nachdem die Parteiführung keine weiteren Landverkäufe an Schwarze mehr zulassen wollte. De Beer und andere gründeten die Progressive Party (PP). Bei den Wahlen 1961 verlor de Beer seinen Parlamentssitz und arbeitete fortan bei einer Werbeagentur. Später wirkte er bei dem Bergbaukonzern Anglo American in einer Führungsposition und von 1972 bis 1974 als Vorsitzender von Anglo American Central Africa in Sambia. Bis 1988 verblieb er als Director Mitglied im Vorstand von Anglo American.
1977 wurde de Beer für die Nachfolgepartei der PP, die Progressive Federal Party (PFP), erneut in das Parlament gewählt. Im August 1988 wählte man ihn als Nachfolger von Colin Eglin zum Parteivorsitzenden. 1989 fusionierte die PFP mit anderen liberalen Gruppen zur Democratic Party (DP). De Beer wurde neben Denis Worrall und Wynand Malan Vorsitzender der DP. Bei den Wahlen 1994, an der erstmals alle Bürger teilnehmen konnten, erhielt die DP lediglich 1,7 Prozent der Stimmen, so dass de Beer als Vorsitzender zurücktrat. Präsident Nelson Mandela ernannte ihn daraufhin zum Botschafter Südafrikas in den Niederlanden. Aus gesundheitlichen Gründen musste er das Amt aufgeben und nach Südafrika zurückkehren. Er starb an den Folgen eines Schlaganfalls.
De Beer war zwei Mal verheiratet und hatte drei Kinder.